# Polonnaruwa (dystrykt)
Dystrykt Polonnaruwa (syng. පොළොන්නරුව දිස්ත්‍රික්කය, Polonnaruva distrikkaya; tamil. பொலன்னறுவை மாவட்டம், Polaṉṉaṟuvai māvaṭṭam; ang. Polonnaruwa District) – jeden z 25 dystryktów Sri Lanki położony w południowej części Prowincji Północno-Środkowej.  
Stolicą jest miasto Polonnaruwa z zabytkowym kompleksem wpisanym na listę światowego dziedzictwa UNESCO. Administracyjnie dystrykt dzieli się na siedem wydzielonych sekretariatów.

## Ludność
W 2012 roku populacja dystryktu wynosiła 406 088 osób.
Dominującą grupę ludności są Syngalezi 90,7%, Maurowie lankijscy stanowią 7,4%, a Tamilowie 1,8%
Największą grupą religijną tworzą wyznawcy buddyzmu 89,7% i islamu 7,5%, a hinduizmu 1,7%.

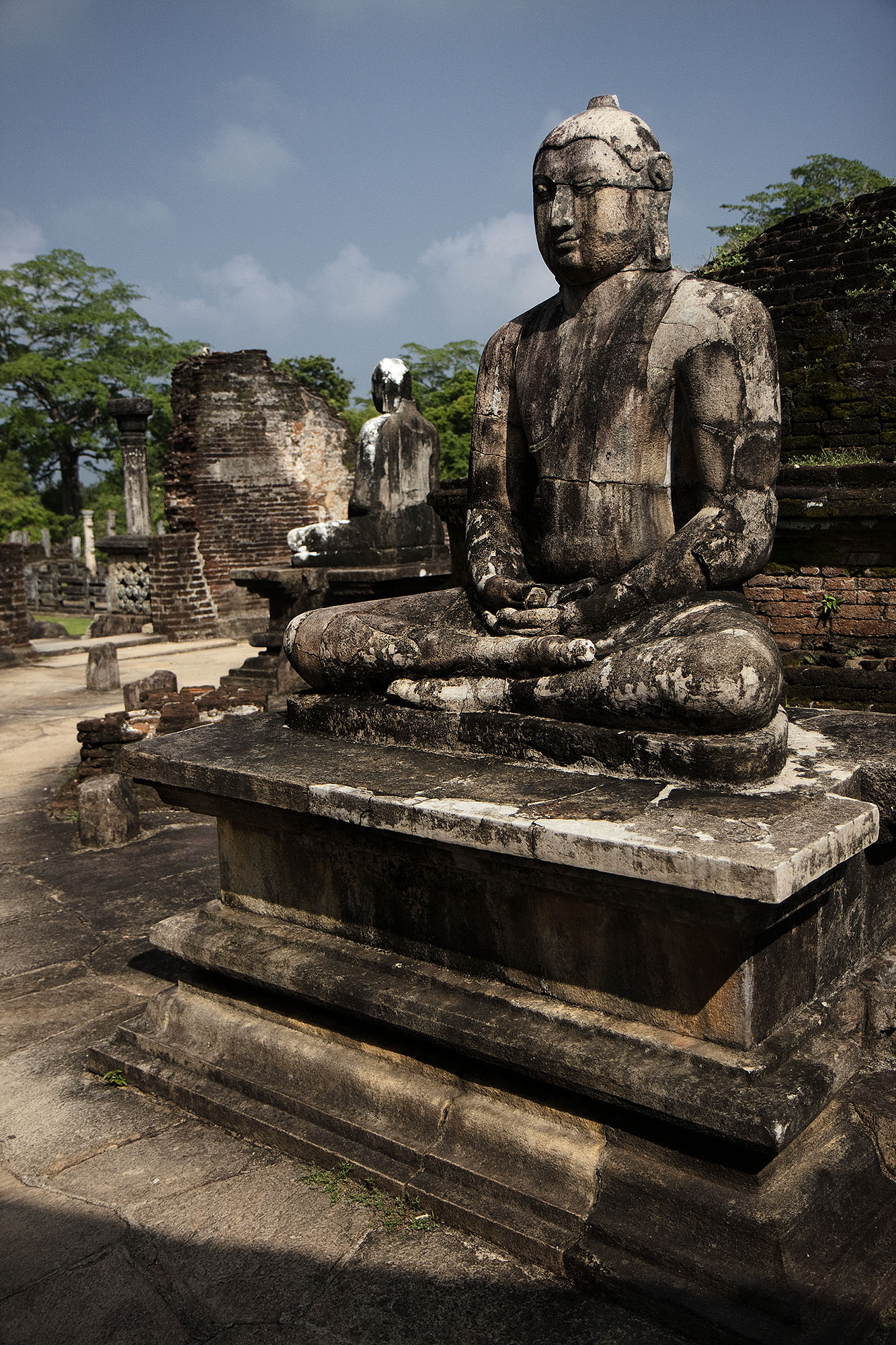
Budda w Polonnaruwa